# Katjoesja Team/2013
Deze pagina geeft een overzicht van de Katjoesja wielerploeg in  2013.

## Algemeen
Sponsor: Rostechnologii, Gazprom, Itera
Algemeen manager: Vjatsjeslav Jekimov
Teammanagers: Valerio Piva, Mario Chiesa, Claudio Cozzi, Dmitri Konysjev, Torsten Schmidt, Erik Zabel, Uwe Peschel, Gennadi Michajlov
Fietsmerk: Canyon
Materiaal en banden:
Kleding: Santini SMS
Budget:
Kopmannen: Joaquim Rodríguez

## Renners
| Naam                   | Geboortedatum | Nationaliteit | Ploeg 2012      |
| ---------------------- | ------------- | ------------- | --------------- |
| Maksim Belkov          | 09-01-1985    | Rusland       |                 |
| Pavel Broett           | 29-01-1982    | Rusland       |                 |
| Giampaolo Caruso       | 15-08-1980    | Italië        |                 |
| Sergej Tsjernetski     | 09-04-1990    | Rusland       | Itera-Katjoesja |
| Xavier Florencio       | 26-12-1979    | Spanje        |                 |
| Vladimir Goesev        | 04-07-1982    | Rusland       |                 |
| Marco Haller           | 01-04-1991    | Oostenrijk    |                 |
| Petr Ignatenko         | 27-09-1987    | Rusland       |                 |
| Michail Ignatiev       | 07-05-1985    | Rusland       |                 |
| Vladimir Isajtsjev     | 26-04-1986    | Rusland       |                 |
| Aleksandr Kolobnev     | 04-05-1981    | Rusland       |                 |
| Dmitri Kozontsjoek     | 05-04-1984    | Rusland       | Team RusVelo    |
| Alexander Kristoff     | 05-07-1987    | Noorwegen     |                 |
| Timofej Kritski        | 24-01-1987    | Rusland       |                 |
| Aljaksandr Koetsjynski | 27-10-1979    | Wit-Rusland   |                 |
| Vjatsjeslav Koeznetsov | 24-06-1989    | Rusland       | Itera-Katjoesja |
| Alberto Losada         | 28-02-1982    | Spanje        |                 |
| Denis Mensjov          | 25-01-1978    | Rusland       |                 |
| Daniel Moreno          | 05-09-1981    | Spanje        |                 |
| Luca Paolini           | 17-01-1977    | Italië        |                 |
| Aleksandr Porsev       | 21-02-1986    | Rusland       |                 |
| Joaquim Rodríguez      | 12-05-1979    | Spanje        |                 |
| Rüdiger Selig          | 19-02-1989    | Duitsland     |                 |
| Gatis Smukulis         | 15-04-1987    | Letland       |                 |
| Simon Špilak           | 23-06-1986    | Slovenië      |                 |
| Joeri Trofimov         | 26-01-1984    | Rusland       |                 |
| Aleksej Tsatevitsj     | 05-07-1989    | Rusland       |                 |
| Ángel Vicioso          | 13-04-1977    | Spanje        |                 |
| Edoeard Vorganov       | 07-12-1982    | Rusland       |                 |
| Anton Vorobjov         | 12-10-1990    | Rusland       | Itera-Katjoesja |

## Belangrijke overwinningen
| Ronde van Oman 4e etappe: Joaquim Rodríguez Omloop Het Nieuwsblad Winnaar: Luca Paolini Le Samyn Winnaar: Aleksej Tsatevitsj Tirreno-Adriatico Winnaar: Joaquim Rodríguez Driedaagse van De Panne-Koksijde 3(a)e etappe: Alexander Kristoff Volta Limburg Classic Winnaar: Rüdiger Selig Grote Prijs Miguel Indurain Winnaar: Simon Špilak Waalse Pijl Winnaar: Daniel Moreno Ronde van Romandië 4e etappe: Simon Špilak Rund um den Finanzplatz Eschborn-Frankfurt Winnaar: Simon Špilak Ronde van Italië 3e etappe: Luca Paolini 9e etappe: Maksim Belkov Ronde van Noorwegen 1e etappe: Alexander Kristoff 2e etappe: Alexander Kristoff 5e etappe: Alexander Kristoff Ronde van Zwitserland 5e etappe: Alexander Kristoff | Ronde van Luxemburg 1e etappe: Aleksandr Porsev Nationale kampioenschappen wielrennen Letland, individuele tijdrit: Gatis Smukulis Rusland, wegrit: Vladimir Isajtsjev Ronde van Wallonië 1e etappe: Aleksandr Kolobnev Tour des Fjords 1e etappe: Sergej Tsjernetski 2e etappe: Alexander Kristoff 3e etappe (ploegentijdrit): Maksim Belkov Sergej Tsjernetski, Marco Haller, Alexander Kristoff, Timofej Kritski, Rüdiger Selig Eindklassement: Sergej Tsjernetski Ronde van Spanje 4e etappe: Daniel Moreno 9e etappe: Daniel Moreno Wielerweek van Lombardije 3e etappe: Aleksej Tsatevitsj Ronde van Lombardije Winnaar: Joaquim Rodríguez |

2006 · 2007 · 2008 · 2009 · 2010 · 2011 · 2012 · 2013 · 2014 · 2015 · 2016 · 2017 · 2018 · 2019
AG2R-La Mondiale · Argos-Shimano · Astana · Belkin Pro Cycling · BMC Racing Team · Cannondale Pro Cycling Team · Euskaltel-Euskadi · FDJ · Team Garmin-Sharp · Katjoesja · Lampre-Merida · Lotto-Belisol · Team Movistar · Omega Pharma-Quick Step · Orica-GreenEdge · RadioShack-Leopard · Team Saxo-Tinkoff · Sky ProCycling · Vacansoleil-DCM